# Ciolănești
Ciolănești là một xã thuộc hạt Teleorman, România. Dân số thời điểm năm 2002 là 3704 người.